# 조신 전철 조신선
조신 전철 조신 선(일본어: 上信電鉄上信線)은 조신 전철의 유일한 철도 노선이다. 군마현 다카사키시의 다카사키역과 군마 현 간라군 시모니타정에 있는 시모니타 역 사이를 잇는다.

## 운행 형태
전 구간을 왕복 운행한다.

## 차량

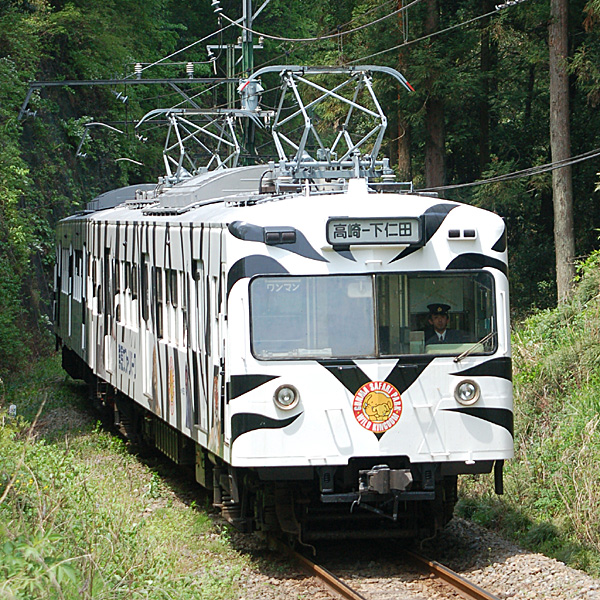
150계
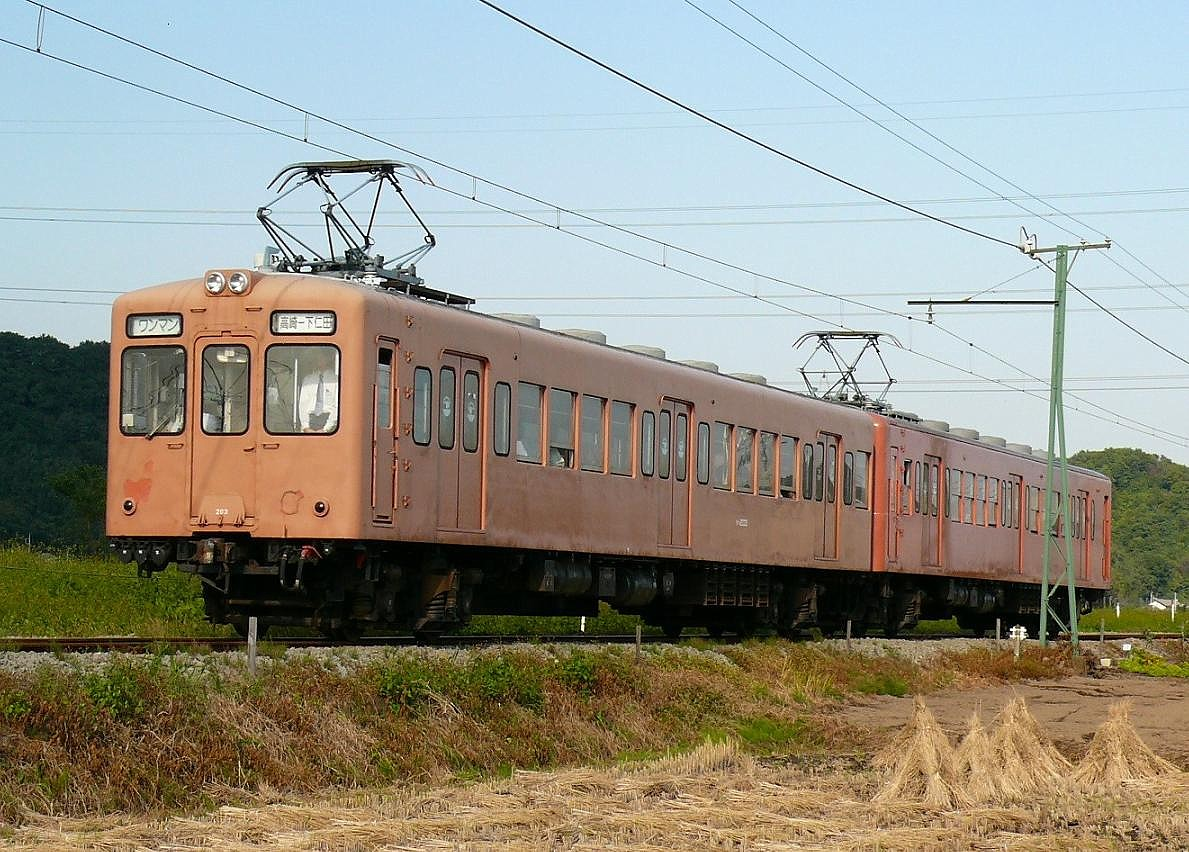
200계
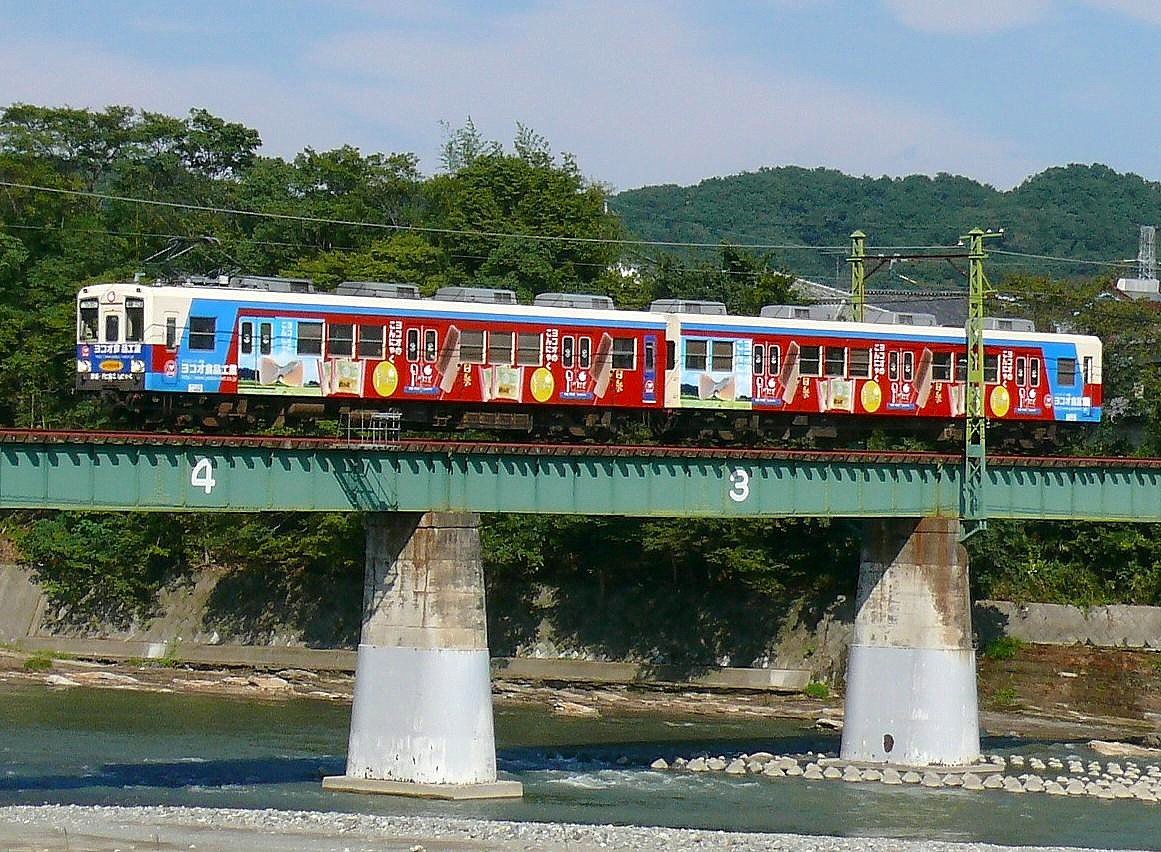
250계
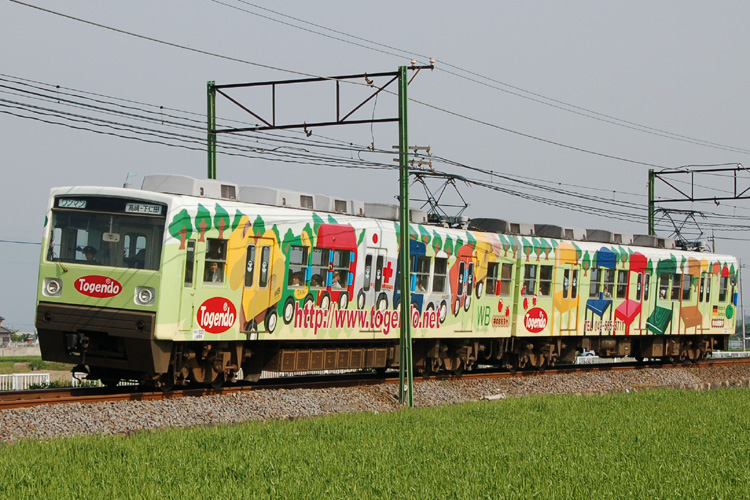
300계
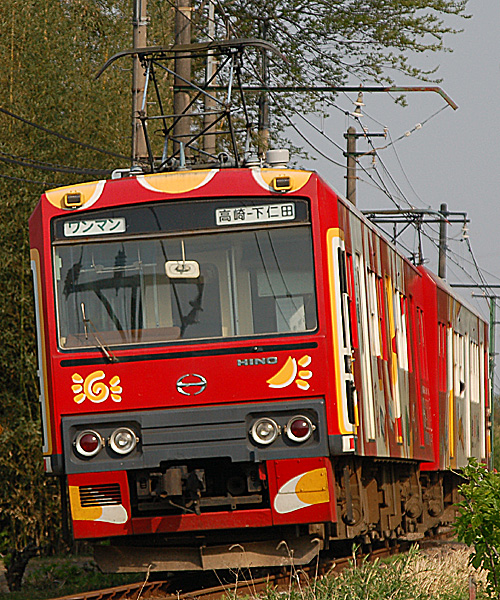
500계
- 1000계
- 6000계

- 150계
- 200계
- 250계
- 1000계
- 6000계

## 역 목록
| 역 이름               | 일본어 이름    | 영업 거리 (km) | 접속 노선                                                        | 소재지 | 소재지     |
| --------------------- | -------------- | -------------- | ---------------------------------------------------------------- | ------ | ---------- |
| 다카사키              | 高崎           | 0.0            | 조에쓰 신칸센, 호쿠리쿠 신칸센 다카사키선, 조에쓰선, 신에쓰 본선 | 군마현 | 다카사키시 |
| 미나미타카사키        | 南高崎         | 0.9            |                                                                  | 군마현 | 다카사키시 |
| 사노 신호장           | 佐野信号場     | -              |                                                                  | 군마현 | 다카사키시 |
| 사노노와타시          | 佐野のわたし   | 2.2            |                                                                  | 군마현 | 다카사키시 |
| 네고야                | 根小屋         | 3.7            |                                                                  | 군마현 | 다카사키시 |
| 다카사키 상과 대학 앞 | 高崎商科大学前 | 5.0            |                                                                  | 군마현 | 다카사키시 |
| 야마나                | 山名           | 6.1            |                                                                  | 군마현 | 다카사키시 |
| 니시야마나            | 西山名         | 7.0            |                                                                  | 군마현 | 다카사키시 |
| 마니와                | 馬庭           | 9.4            |                                                                  | 군마현 | 다카사키시 |
| 요시이                | 吉井           | 11.7           |                                                                  | 군마현 | 다카사키시 |
| 니시요시이            | 西吉井         | 13.4           |                                                                  | 군마현 | 다카사키시 |
| 니야 신호장           | 新屋信号場     | -              | 간라군 간라정                                                    | 군마현 |            |
| 조슈니야              | 上州新屋       | 14.6           | 간라군 간라정                                                    | 군마현 |            |
| 조슈후쿠시마          | 上州福島       | 16.6           | 간라군 간라정                                                    | 군마현 |            |
| 히가시토미오카        | 東富岡         | 19.3           | 도미오카시                                                       | 군마현 |            |
| 조슈토미오카          | 上州富岡       | 20.2           | 도미오카시                                                       | 군마현 |            |
| 니시토미오카          | 西富岡         | 21.0           | 도미오카시                                                       | 군마현 |            |
| 조슈나노카이치        | 上州七日市     | 21.8           | 도미오카시                                                       | 군마현 |            |
| 조슈이치노미야        | 上州一ノ宮     | 23.1           | 도미오카시                                                       | 군마현 |            |
| 가노하라              | 神農原         | 25.4           | 도미오카시                                                       | 군마현 |            |
| 난자이                | 南蛇井         | 28.2           | 도미오카시                                                       | 군마현 |            |
| 센다이라              | 千平           | 29.9           | 도미오카시                                                       | 군마현 |            |
| 아카쓰 신호장         | 赤津信号場     | -              | 간라 군 시모니타정                                               | 군마현 |            |
| 시모니타              | 下仁田         | 33.7           | 간라 군 시모니타정                                               | 군마현 |            |

## 같이 보기
- 일본의 철도 회사 목록